# Carabalade de Noël
La Carabalade de Noël est une balade moto créée en 2002 à Paris par les Caramotards[Qui ?] pour l'Œuvre des Pupilles pour les Orphelins des sapeurs-pompiers de France afin d'amener des cadeaux sous la tour Eiffel et de les offrir aux enfants.
Depuis sa première édition, la Carabalade de Noël a beaucoup évolué. C’est initialement un groupe d’amis qui se sont retrouvés pour organiser une balade nocturne des monuments parisiens à l'occasion de Noël. Puis des associations ont été contactées pour trouver une cause à soutenir. Deux associations sont sélectionnées, les Pupilles de la police de Paris, et l'ODP (œuvre des pupilles). Aujourd’hui cette balade moto, complètement appropriée par le monde motards, est devenue l’occasion de rouler entouré de tous ses amis dans les rues de Paris, déguisé en père Noël.
Tous les ans, le même parcours est effectué dans la capitale. Cet évènement a lieu en règle générale le jeudi avant Noël et rassemble plusieurs centaines de participants chaque année, quelle que soit la météo.

## Éditions
- 2002 : première édition qui a permis aux Caramotards d'établir un parcours, et de réfléchir à une cause. C'est à 20 personnes qu'elle fut inaugurée.
- 2003 : environ 80 personnes participent lors de cette deuxième édition (le groupe Fazerman vient gonfler les effectifs).
- 2004 : environ 90 personnes[1] roulent déguisées en père et mère Noël dans les rues de Paris.
- 2005 : les motards viennent maintenant de toute l'Île-de-France pour participer à cette nouvelle festivité.
- 2006 : cette parade a eu lieu le jeudi 14 décembre 2006 et a réuni 700 motards[2].
- 2007 : cette édition de la Carabalade de Noël qui s'est tenue le 20 décembre 2007 dépasse les 1000 participants déguisés en père et mère Noël
- 2008 : cette édition a eu lieu le jeudi 20 décembre 2008 une météo défavorable a fortement réduit la participation cette année-là
- 2009 : cette édition, qui a eu lieu le jeudi17 décembre 2009 était en faveur des Pupilles des Pompiers et des Orphelins de la Police[3].
- 2010 : cette édition a eu lieu le jeudi 16 décembre 2010.
- 2011 : cette édition a eu lieu le jeudi 15 décembre 2011. L'évènement est médiatisé par la presse motarde[4] et relayé sur internet[5].
- 2012 : l'anniversaire des 10 ans[6] a eu lieu le 13 décembre 2012, avec une fréquentation record.
- 2019 : 4200 motards sont au rendez-vous de l'édition du 19 Décembre 2019, l'ODP était là pour faire un reportage vidéo[7]
- 2020 : Année du Covid19, pas de rassemblement cette année là, une cagnotte en ligne est donc crée.
- 2021 : Année particulière, événement amputé de la partie balade le 16 Décembre 2021 . Remise des cadeaux au pied de la tour Eiffel[8],[9]

## Parcours historique déclaré en préfecture
Rassemblement sur la place du POPB 

Place du Bataillon-du-Pacifique 

Rue de Bercy 

Rue de Rambouillet 

Avenue Daumesnil 

Place de la Bastille 

Boulevard Beaumarchais 

Boulevard des Filles-du-Calvaire 

Boulevard du Temple 

Place de la République 

Boulevard Saint-Martin 

Boulevard de Bonne-Nouvelle 

Boulevard Poissonnière 

Boulevard Montmartre 

Boulevard Haussmann 

Rue Tronchet 

Place de la Madeleine 

Rue Royale 

Place de la Concorde (Pause de 15 minutes) 

Avenue des Champs-Élysées 

Place Charles-de-Gaulle 

Avenue d'Iéna 

Avenue des Nations-Unies 

Place de Varsovie 

Pont d'Iéna 

Rassemblement devant la tour Eiffel (arrivée pour la remise des cadeaux)

## Le Concept Carabalade de Noël
Ce concept fédérateur qui fonctionne bien est très vite repris pour aider diverses associations à travers la France,.
À Agen, c'est au profit des Restos du Cœur que la Balade des pères Noël motards est organisée pour la première fois en 2010 par la FFMC Agen.
À Montpellier, c'est au profit des enfants hospitalisés du CHRU de Montpellier qu'en 2007 FunEasyBike organise pour la première fois la Balade de Noël.
À Poitiers, c'est aussi au profit de l'ODP que deux personnes et le motoclub Uztagom  ont organisé pour la première fois en 2010 la Balade des pères Noël motards.
À Toulouse, c'est au profit des Restos du Cœur que la Balade de Noël des motards est organisée pour la première fois en 2009 par l’association des Motards au Grand Cœur.
À Tours, c'est au profit de l'association Les soleils de Quentin que depuis 2009 une Balade des pères Noël est organisée
À Brest, aucune action caritative, mais une distribution de bonbons aux enfants. La balade les pères Noël brestois est organisée par M29B.
À l'international des actions existent aussi pour apporter de la joie aux enfants qui sont à l'hôpital (Bristol depuis 2004(en), Belgrade depuis 2007(en)(en)).